# 阿德爾斯通
阿德爾斯通（Addlestone）是英格蘭薩里郡的一個城鎮，也是蘭尼米德區的行政中心，位於倫敦西南18.6英里（29.9）處。阿德爾斯通以一株古代橡樹而著稱。